# برندان اوگاستین
برندان اوگاستین (انگلیسی: Brendan Augustine؛ زادهٔ ۲۶ اکتبر ۱۹۷۱) یک بازیکن فوتبال اهل آفریقای جنوبی است.
وی همچنین در تیم ملی فوتبال آفریقای جنوبی بازی کرده است.